# Hockey sala

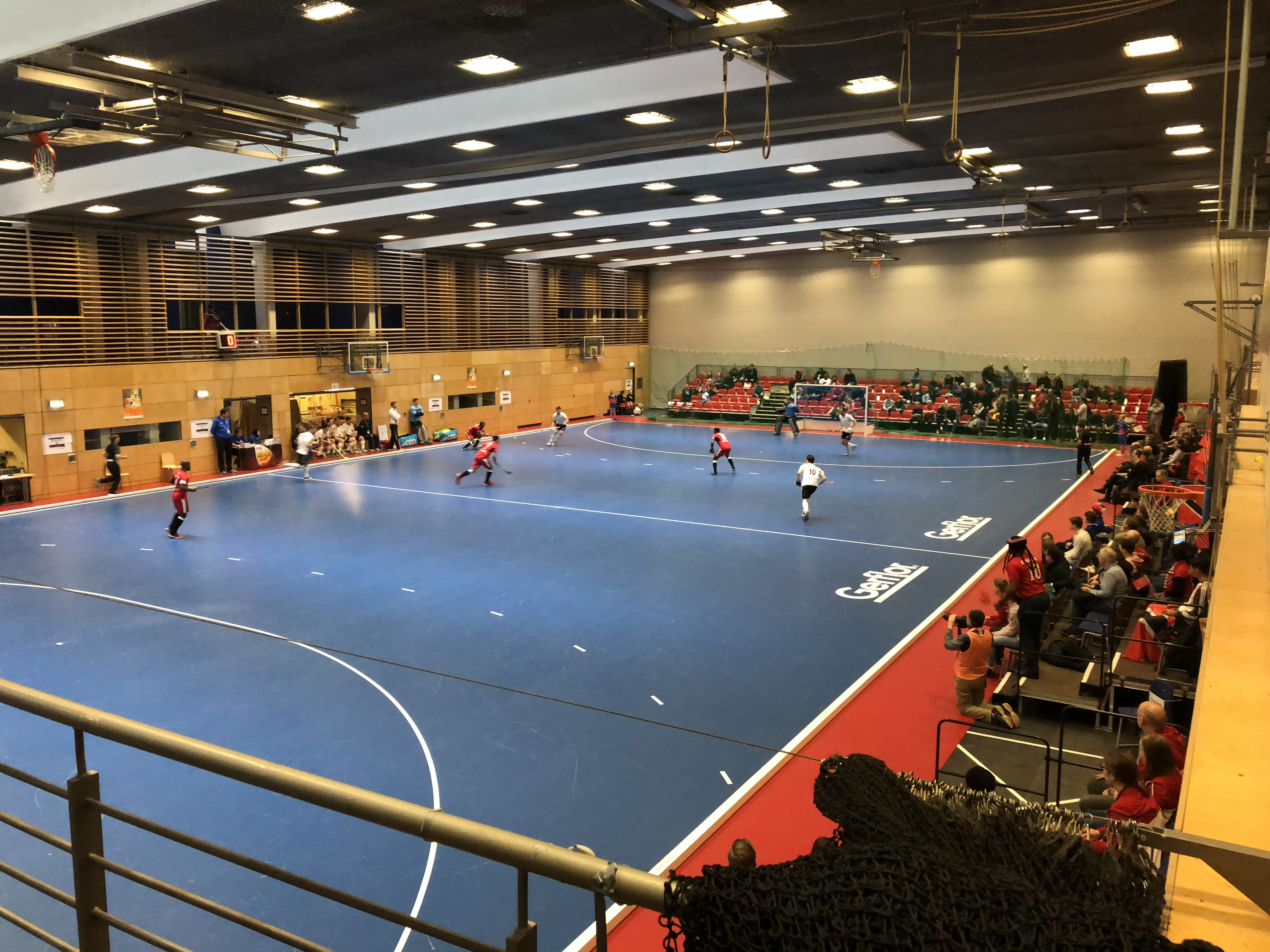
Hockey sala

El hockey sala es un deporte que enfrenta a dos equipos de seis jugadores cada uno, con dos porterías con redes (una a cada lado del campo) y en el que los jugadores utilizan un stick o palo de madera o fibra con forma curva para conducir una pelota de caucho, con el fin de introducirla en la portería del rival. La duración de un partido será de dos periodos de 20 minutos cada uno, con un descanso intermedio de 5 minutos. Sin embargo, las federaciones nacionales pueden variar la duración de los partidos en competiciones bajo su jurisdicción. El campo de juego mide 36-44 metros de largo y 82-94 metros de ancho, un tamaño similar al de fútbol sala.

## Elementos de juego y equipamiento

### El stick

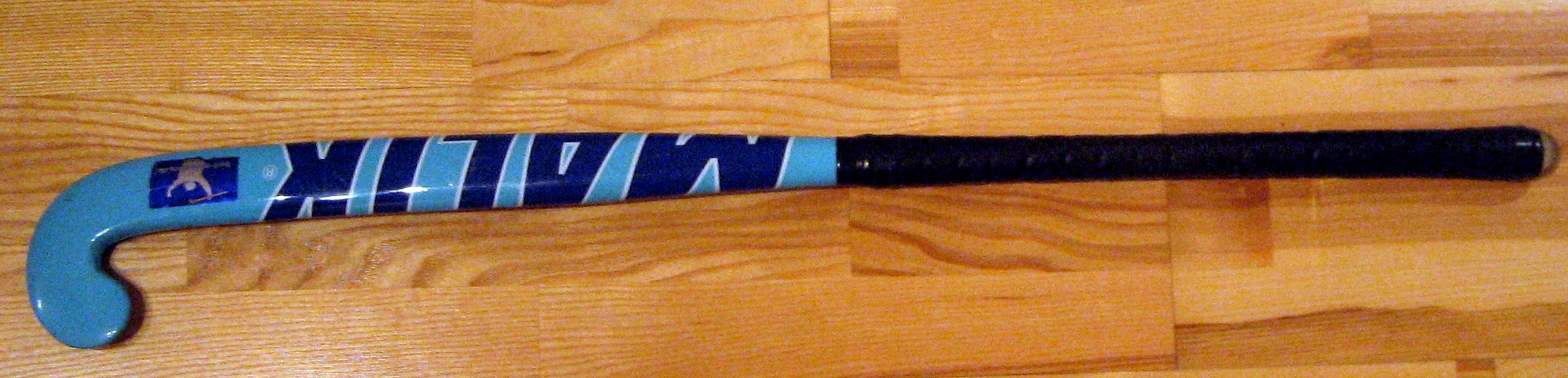
Stick del hockey sala

El stick tiene una cara plana solamente en su lado izquierdo; la cara del stick comprende toda la parte plana y la parte del mango que esta por encima de ella en toda su longitud. El revés del stick es la parte restante en toda su longitud, la cabeza o pala (es decir, la parte por debajo del punto más bajo del empalme) ha de ser curvada, de madera y sin cavidad, aristas, incrustaciones ni fijaciones; la parte curva de la cabeza del stick no superará los 10 cm de longitud, medidos verticalmente desde la parte más baja de su cara plana y paralelamente al mango, y tendrá bordes redondeados. El stick no puede ser jugado con la parte curva, solo con la plana, si se juega con la parte curva implicará falta. 
La parte restante del stick no puede incluir ningún componente de metal, diamante o sustancia metálica, a excepción de la parte curvada el resto del stick ha de ser recto; tendido horizontalmente sobre una superficie plana, el espacio entre el stick y estas superficie no puede superar los 20 mm. 
El peso mínimo del stick será de 340g y su peso máximo 794 gramos. Siempre que la superficie permanezca lisa pueden aplicarse resinas o cintas contra el desgaste, incluyendo cualquier revestimiento ha de pasar a través de un aro de 51 mm de diámetro.
La forma tradicional del stick se ha de conservar en una cámara al vacío, un stick con una desviación de 500 cm de un borde a otro de su cara plana o del mango es aceptable. No se ha aprobado ningún otro diseño en particular, pero las nuevas y revolucionarias formas no están permitidas. El stick no sirve para otro deporte que no sea el hockey.

### Las pelotas
Actualmente, la bola ha de ser esférica, dura y de cualquier material, preferiblemente de materiales plásticos que ofrecen una superficie totalmente lisa. Su peso mínimo será de 156 gramos y su peso máximo de 163 gramos. Su circunferencia ha de ser como mínimo de 22,4 cm y como máximo de 23,5 cm. La superficie de la bola ha de ser lisa pero se aceptan costuras o muescas.
Los colores de la bola han de ser muy vistosos como naranja, blanco o amarillo, con el fin de que destaquen sobre el color de la pista de juego. Sino en su defecto de cualquier otro color que se ha acordado anteriormente.

### Las porterías

Cancha del hockey sala

En el centro de cada línea de fondo:
- Los postes y la barra horizontal o larguero serán blancos, rectangulares y de 8 cm de ancho por 8 cm de grosor.
- Los postes verticales se colocaran con 3 metros de separación (medición interior).
- Los postes verticales han de estar colocados sobre las marcas exteriores y tener su cara frontal tocando el borde exterior de la línea de fondo.
- La barra horizontal a 2 metros del suelo (medición interior) y sujeta a los postes.
- Los postes no sobresaldrán de la barra horizontal.
- La barra horizontal no sobrepasara los lados de los postes.
- La forma de los postes y de la barra horizontal ha de cumplir con las normas nacionales establecidas.

Tablas laterales: 
- Las tablas laterales medirán 1 metro de largo como mínimo y 0,46 metros de alto.
- Están colocadas sobre la pista formando un ángulo recto con la línea de fondo y fijas a los postes por su parte posterior, sin aumentar su grosor, y a la tabla de fondo.
- Están pintadas de un color oscuro por su cara interior o revés.

Redes: 
- Las redes estarán atadas a los postes y a la barra horizontal a intervalos de 15 cm y sujetas al suelo con poca tensión, a fin de evitar que la pelota rebote por la parte de atrás de las tablas de fondo y las tablas laterales.
- Han de sujetarse de tal manera que la pelota no pueda pasar entre ella y los postes el larguero o las tablas.
- Las mallas de la portería serán como máximo de 3.8 cm y como mínimo de 3 cm.

## Composición del equipo (Generalmente)
El hockey sala se juega entre dos equipos de 12 jugadores como máximo. En ningún momento podrá haber sobre la pista de juego más de 6 jugadores por equipo:
- Portero
- Defensa derecho
- Defensa izquierdo
- Medio centro
- Extremo derecho (delantero)
- Extremo izquierdo (delantero)

Pictograma del hockey sala

Los jugadores restantes se sentaran en el banquillo como suplentes.
La sustitución de un jugador está permitida en cualquier momento, excepto después de la concesión o durante la ejecución de un P. córner cuando solamente puede sustituirse un portero-defensor lesionado o suspendido. No existe límite en el número de jugadores que pueden sustituirse al mismo tiempo ni en el número de veces que un jugador puede sustituir o ser sustituido.
La sustitución de un jugador solamente ha de hacerse después de que un jugador de su mismo equipo ha salido del terreno de juego. No se para el tiempo por una sustitución, solamente en el caso de un portero. Un jugador suspendido no puede ser sustituido sin volver antes al campo. Los jugadores que entran o salen del campo lo harán por la línea de centro o por el lugar de la banda que decidan los árbitros antes del partido.
Cada equipo debe de tener un portero en el campo, un portero suspendido o lesionado ha de ser inmediatamente sustituido por otro portero. Cuando no hay ningún portero suplente, el jugador de campo que sustituye al guardameta debe llevar el casco protector completo y una camiseta de un color diferente al de los dos equipos y le será permitido ponerse, sin pérdida de tiempo, el resto del equipo protector.
Durante la suspensión de un portero, su equipo debe tener un jugador menos sobre el terreno de juego. Durante el juego, solo permanecerán en el campo los jugadores y los árbitros, a no ser que el árbitro de su autorización a alguna otra persona.

## Sanciones
Cuando los jugadores cometen infracciones de juego, los árbitros aplican tres tipos de sanciones; Penalti-stroke, Golpe franco y Penalti córner.
La ventaja de las sanciones es que solamente se concederá un castigo, cuando un jugador o equipo salga claramente desfavorecido a causa de la infracción de su oponente.

### Golpe franco
Un golpe franco o tiro libre se saca desde el lugar donde la infracción ha sido cometida, excepto cuando la falta ha sido cometida por un atacante en el área contraria. En ese caso, se saca desde cualquier punto del área.
Al efectuar el golpe franco ningún jugador del equipo contrario estará a menos de tres metros de la bola, solo el jugador que saca el golpe franco.
Cuando el equipo atacante saca un golpe franco a menos de tres metros del área contraria, ningún jugador de ningún equipo puede estar a menos de 3 metros de la bola, solo el jugador que saca el golpe franco

### Penalti-córner
Puede decirse que es la jugada más espectacular del hockey. Un equipo será sancionado con penalti-córner, cuando algún jugador de ese equipo cometa una infracción involuntaria dentro de su propia área y también cuando la infracción se produzca en su medio campo de forma intencionada.
También es penalti-córner cuando se juega la bola de forma intencionada hacia la línea de fondo propia, con el fin de que salga.
Durante la ejecución, el portero del equipo defensor permanecerá dentro de la portería y los cinco jugadores de campo se situaran tras la línea de fondo y a partir del poste más alejado del jugador atacante que efectúa el saque. No podrán entrar al área a defender hasta que la bola comienza a rodar.
Un jugador del equipo atacante empuja la bola desde uno de los puntos (a 6 metros) que existen sobre la línea de fondo en el lado que prefiera. El resto de jugadores atacantes se sitúan fuera del área. Una vez efectuado el saque, uno de los jugadores atacantes parará con el stick la bola y la dejará inmóvil dentro del área; tras la parada, otro compañero realiza un tiro a portería.
Si antes del lanzamiento de una falta se comete otra, el lanzamiento puede adelantarse hasta los 10 metros y la sanción puede aumentarse de grado y/o juzgarse como mala conducta o invertirse, si la falta la ha cometido el equipo previamente beneficiado.

### Castigos personales
También en el hockey sala se pueden cometer una serie de castigos personales:
Por juego duro o peligroso, mala conducta, o cualquier falta voluntaria, el árbitro además de conceder el castigo apropiado puede:
- advertir al jugador culpable
- amonestarlo y suspenderlo temporalmente por 1 minuto: tarjeta verde
- suspenderlo temporalmente por un mínimo de 3 minutos (tiempo de juego): tarjeta amarilla
- expulsarlo: tarjeta roja

Por mala conducta de un jugador del banquillo, el árbitro puede advertir, amonestar, suspender temporalmente o expulsar al infractor. Durante una suspensión temporal el equipo infractor ha de jugar con un jugador menos. En una expulsión el equipo infractor ha de jugar con un jugador menos durante el resto del partido.
Los jugadores temporalmente suspendidos han de comunicarlo al cronometrador, y este empezara el periodo de suspensión en el momento en el que el jugador tome asiento en el lugar asignado. Al terminar el periodo de suspensión, el cronometrador permitirá al jugador reincorporarse al juego por la línea del centro, o retornar al banquillo e inmediatamente otro jugador entrar en la pista. Los jugadores temporalmente suspendidos pueden unirse a su equipo.